# Piątek (Łódź)
Pour les articles homonymes, voir Piątek.
Piątek (prononciation [ˈpjɔntɛk]) est un village de la gmina de Piątek, du powiat de Łęczyca, dans la voïvodie de Łódź, situé dans le centre de la Pologne.
Le village est le siège administratif (chef-lieu) de la gmina rurale appelée gmina de Piątek.
Il se situe à environ 20 kilomètres à l'est de Łęczyca (siège du powiat) et 32 kilomètres au nord de Łódź (capitale de la voïvodie).
Sa population s'élevait approximativement à 2 130 habitants en 2006.

## Histoire
Au cours de la Seconde Guerre mondiale et de l'invasion allemande de la Pologne en 1939, les soldats de la Wehrmacht ont assassiné 50 personnes dont 43 polonais et 7 juifs le 13 septembre. Les victimes ont été assassinées sans aucune raison donnée. Après que les Allemands sont entrés dans le village, les hommes ont été pris de force hors des maisons et forcés de réparer un pont, après que le travail a été terminé, les soldats allemands les ont tous tués. Un autre massacre a eu lieu plus tard, où 50 autres juifs ont été exécutés.

## Géographie

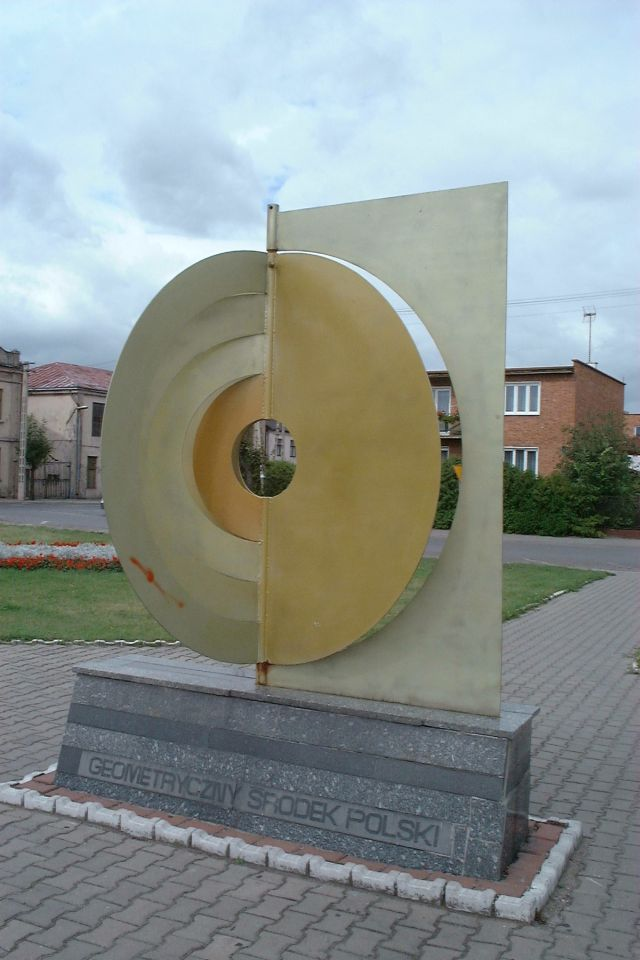
Monument marquant le "centre géométrique" de la Pologne

Il est prétendu que le village est au "centre géométrique" de la Pologne, mais il n'est pas le véritable centre géographique - il est le centre déterminé par l'intersection des grandes diagonales de cercle d'un rectangle formé par les lignes de latitude et de longitude en passant par les quatre points extrêmes de la Pologne.

## Administration
De 1975 à 1998, le village était attaché administrativement à l'ancienne voïvodie de Płock.

Depuis 1999, il fait partie de la nouvelle voïvodie de Łódź.